# Chiesa di San Carlo Borromeo (San Carlo Canavese)
La chiesa di San Carlo Borromeo, detta anche chiesa dell'Immacolata Concezione, è la parrocchiale di San Carlo Canavese, in città metropolitana ed arcidiocesi di Torino; fa parte del distretto pastorale Torino Nord.

## Storia
La primitiva chiesa del paese era la seicentesca cappella di San Carlo, situata nelle vicinanze della chiesa attuale e oggi sconsacrata.
Si narra che, legata alla realizzazione della nuova chiesa, sia un'apparizione mariana: infatti, nel 1859 a tale Maria Caterina Aimone Audenino, una donna del paese che si stava recando ad assistere alla Santa Messa, apparve la Beata Vergine Maria, la quale le consigliò di esortare il parroco a lasciar stare il progetto di ampliamento della cappella esistente e di farne costruire un'altra ex novo.
Il progetto dell'erigenda chiesa fu affidato all'architetto Michelangelo Bossi e, nel 1860, venne posta la prima pietra dell'attuale parrocchiale; la costruzione dell'edificio fu sovvenzionata - tra gli altri - anche dal re Vittorio Emanuele II di Savoia, dal papa Pio IX e da Nino Bixio. Nel 1863 venne collocata in cima alla facciata la statua della Vergine Immacolata e la chiesa fu consacrata il 4 novembre 1864 da monsignor Giovanni Balma.
Nel 1876 venne eretto il campanile e nel 1923 Antonio Rolando rifece le decorazioni della parrocchiale.
Nel 1950 fu posato il nuovo pavimento e nel 2000 rifatto il tetto.

## Descrizione

### Esterno
La facciata della chiesa è a salienti ed è tripartita da quattro paraste sormontate da pinnacoli; il portale maggiore è caratterizzato da una strombatura e da una lunetta nella quale si trova una raffigurazione della Natività di Maria. Inoltre, sopra ad ogni portale è presente un rosone.

### Interno
La pianta è a croce latina e a tre navate, ognuna delle quali consta di tre campate, con transetto e abside poligonale.
Opere di pregio qui conservate sono due tele di Giovanni Battista Fino raffiguranti la Morte di San Giuseppe e la comunione di San Luigi Gonzaga, la pala avente come soggetto l'Immacolata, eseguita da Remigio Croce, e le raffigurazioni di San Giovanni Battista e di San Carlo Borromeo.